# Aichi D1A
Aichi D1A, kallad ”Susie” av de allierade, var en japansk störtbombare.
Aichi D1A var resultatet på krav den japanska flottan ställt på en hangarfartygsbaserad störtbombare 1932. Den ursprungliga prototypen bestod av en tysk Heinkel He 66 utrustad med en japansk motor. 
Under 1934 gav flottan klartecken för att slutföra projektet. Flygplanet deltog aktivt i andra sino-japanska kriget, men när andra världskriget startade hade de kvarvarande D1A-planen flyttats till utbildningsenheter.
Totalt tillverkades 162 plan av variant A1 och 428 av variant A2